# Joan Manuel Serrat

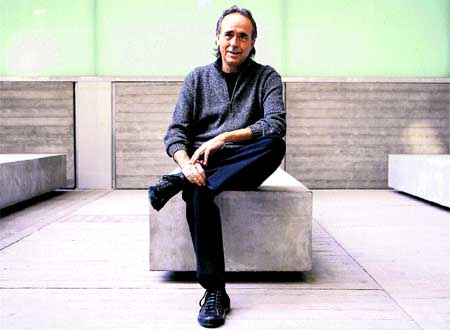
Joan Manuel Serrat i Teresa

Joan Manuel Serrat i Teresa (n. 27 decembrie 1943, Barcelona), cunoscut ca Joan Manuel Serrat, este unul dintre cei mai populari cantautori catalani. Compune atât în catalană cât și în castiliană.
S-a născut în cartierul Poble-Sec din Barcelona. A urmat studii de agronomie și de biologie, însă le-a abandonat pentru a se consacra muzicii.
În 1961 intră în grupul Els Setze Jutges și înregistrează primul său LP, care conține unul dintre cântecele sale cele mai cunoscute, Una guitarra, și trei cântece mai mult sau mai puțin uitate între timp.
Succesul său a fost fulgerător, datorită farmecului său personal, vocii tremurânde dar limpezi, unor melodii ușor de reținut și unor texte sentimentale și în același timp demne. În fapt, Serrat a fost unul dintre primii cântăreți catalani care a generat o mișcare de fani.
În 1967, Serrat era deja un interpret consacrat, lucru demonstrat de primul său recital solo la Palau de la Música Catalana. În același anu, a câștigat mai multe premii, printre care și Marele Premiu al Discului Catalan.
Primul său LP conține cinci cântece înregistrate anterior (Ara que tinc vint anys, Una guitarra, El drapaire, La mort de l’avi și Me’n vaig a peu), și cinci inedite: Balada per a un trobador, Els vells amants (cântec inspirat de piesa lui Jacques Brel Les vieux), Els titelles, Cançó de bressol (care conține o strofă populară, cântată în spaniolă, ceea ce a dezlănțuit primele critici în mediile puriste din punct de vedere lingvistic) și, mai ales, melodia La tieta, care apare în paralel și pe un single, împreună cu Cançó de bressol. În același an apare și Joan Manuel Serrat. Música sola, un album cu versiuni instrumentale a zece cântece de Serrat.
Opțiunea lui Joan Manuel Serrat de a cânta și în limba spaniolă a provocat o criză fără precedent în rândurile reprezentanților muzicii catalane și a dus la formarea a două fronturi, unul care promova un monolingvism militant și unul care apăra bilingvismul. A durat mult timp până când relațiile dintre cântăreți s-au normalizat.
„Spaniolizarea“ lui Serrat îi va aduce și o „răsplată“ din partea regimului franchist: va fi desemnat să reprezinte Spania la festivalul Eurovision cu o melodie destul de limitată, compusă de Dúo Dinámico: La, la, la.